# Wugigarra wanjuru
Wugigarra wanjuru is een spinnensoort uit de familie trilspinnen (Pholcidae). De soort komt voor in Queensland.